# Dorothy Schons
Dorothy Schons (Saint Paul, Minnesota, 1898 - Austin, 1 de mayo de 1961) fue una crítica literaria e hispanista estadounidense reconocida como la primera erudita de la vida y la obra de  Juana Inés de la Cruz en Estados Unidos. Fue la primera mujer en Texas en obtener un doctorado y la primera doctora en lenguas romances en Estados Unidos. También fue la primera mujer en la academia estadounidense que centró su trabajo en la literatura y la historia de otra mujer, una autora hasta entonces olvidada. Realizó su investigación en los años 20 y 30 del siglo XX analizando a la poetisa y académica mexicana desde ópticas críticas modernas. Schons considera que Juana Inés de la Cruz es la iniciadora del movimiento feminista en América doscientos años antes que la sufragista estadounidense Susan B. Anthony.  A pesar de sus publicaciones y su trabajo reconocido en México y España, sus colegas masculinos de la academia estadounidense votaron en contra de que lograra una plaza titular en la Universidad de Texas en Austin donde dio clase durante varias décadas. Se suicidó el 1 de mayo de 1961.

## Biografía
Hija de Peter Schons y Dorothy Schmalz, nació en St. Paul el 1 de diciembre de 1890. Se licenció en la Universidad de Minnesota en 1912, a los 21 años. Inició su trabajo profesional como maestra de lenguas en la Harrison High School de Chicago y paralelamente en 1918 inició sus estudios de graduación en la Universidad de Chicago.
En 1919 fue contratada como instructora de lenguas romances en la Universidad de Texas en Austin. Completó su maestría en 1922, a los 31 años y permaneció como la Universidad de Texas como estudiante de doctorado e instructora del Departamento de Lenguas Románicas (ahora español y portugués) donde permaneció hasta1960.
En 1925 publicó su primer artículo sobre sor Juana Inés de la Cruz defendiendo a figura de la poetisa como iniciadora del feminismo en América. Le siguieron otros textos pero realizó un paréntesis dedicándose a sus trabajos de maestría y doctorado centrados en otros autores.
En 1927 ascendió a profesora asistente y cinco años más tarde, a los 41 años, en 1932 recibió el doctorado en la misma universidad. Su tesis de maestría fue un estudio escrito en inglés sobre técnicas de traducción literaria en cuatro piezas trasladadas al castellano por Jacinto Benavente: Don Juan, traducción de la pieza de Molière de 1897; Mademoiselle de Belle-Isle, obra de Alexandro Dumas padre, traducida en 1903; Richelieu, una traducción de 1904 de la pieza de Edward Bulwer-Lytton; y El rey Lear, traducción de 1911 de la obra de Shakespeare. En su tesis doctoral Apuntes y documentos nuevos para la biografía de Juan Ruiz de Alarcón y Mendoza, Schons dedicó su investigación al escritor mexicano regresando a la temática sorjuanina en 1934 con un alegato en contra del intento de algunos críticos de raigambre católica de enfatizar la religiosidad de los últimos años de sor Juana: Carta abierta al Señor Alfonso Junco y otro texto titulado Algunos parientes de Sor Juana publicados en México por Imprenta Mundial.
Para sus investigaciones sobre la censura visitó España, Inglaterra y Guatemala mientras indagaba también sobre la vida y la obra de Sor Juana Schons. Su primer viaje a México fue en 1928 y más tarde llegó hasta Vergara (Guipúzcoa) supuesto origen del padre de sor Juana, un viaje que le resultó infructuoso. 
En 1939 editó la comedia de Tirso de Molina Los tres maridos burlados con la colaboración de Marjorie C. Johnton e investigó y sobre la poesía de influencia africana en las Américas, con un artículo con citas de Nicolás Guillén, Gastón Figueira y la poetisa Gilka Machado publicado en Hispania en 1942: Negro Poetry in the Americas.
En 1943 fue ascendida a Profesora Asociada puesto que desempeñó hasta 1960 cuando fue cesada por la universidad al no ser reconocida como Profesora Titular por falta de apoyo entre sus colegas masculinos del comité académico que nunca le otorgó el Full professorship, ni el tenure, a pesar de haber laborado en esa universidad por cuarenta y un años.
Afligida por la muerte de su hermana Emily, poco apreciada como académica por sus colegas de la Universidad que la despidió a pesar de haber dedicado cuatro décadas a la enseñanza entregó sus libros a la biblioteca de la misma Universidad que la había suspendido y se suicidó con una pistola calibre 32, el 1 de mayo de 1961 a las cinco de la tarde en su apartamento de la calle Saint Gabriel número 2312, en Austin, Texas. Tenía 70 años.

## Obra
Schons está considerada la primera mujer con doctorado literario que estudió a Juana Inés de la Cruz en Estados Unidos, recuperando su trabajo y su memoria, siendo reconocida por su "audacia" en la época al ser una mujer en la universidad enseñando literatura creada por otra mujer.
Además de dar clases centró su trabajo en la investigación, una práctica que contrastaba con las responsabilidades adjudicadas en su época a las mujeres en los departamentos de la universidad: calificar trabajos, enseñar idiomas o apoyar a sus colegas masculinos con la edición de manuscritos. A pesar de que sus publicaciones eran más numerosas que los de sus colegas varones, -seis libros y 50 artículos sobre literatura hispánica, drama religioso y sobre las monjas de la Nueva España- ganando elogios académicos en México y España, votaron en contra de que obtuviera un puesto permanente en la Universidad y al no lograr la titularidad su nombramiento académico se terminó y tras cuatro décadas de trabajo fue obligada a dejar la universidad.
A pesar de haberse dedicado a la enseñanza y la investigación y que todavía en la actualidad sus estudios sobre Juana Inés son referencia como base segura en el estudio de la monja mexicana, sin embargo murió sin haber alcanzado el reconocimiento de su trabajo.

### Investigación sobre Sor Juana
Schons fue la primera mujer en la academia estadounidense que estudiaba y publicaba a otra mujer y analizó a Juana Inés de la Cruz desde la perspectiva de lo que significó ser mujer en el contexto de la historia en el que vivió.
Según su exalumna Georgina Sabat la académica podría sentirse identificada.
"Es indudable que el motor de interés era la figura sobresaliente que vio en la monja en su doble aspecto de gran figura de las letras novohispanas del siglo XVII y de ser mujer. Dorothy pertenecía a este grupo de letradas americanas que hacia los años veinte se encontraban enseñando en prestigiosas universidades y recorriendo los caminos de la investigación que seguían sus colegas del sexo masculino. No me cabe duda de que la razón de su interés y curiosidad especiales en Sor Juana se hallaba en la coyuntura de su lucha por imponerse como mujer intelectual, es decir, en lo que hoy llamamos feminismo" señala.
En 1925 publicó el ensayo Sor Juana: The First Feminist in the New World (Sor Juana: La primera feminista en el Nuevo Mundo) en el periódico Equal Rights (Derechos iguales), órgano oficial del Partido Nacional de la Mujer de Estados Unidos donde presenta su argumento a favor del punto de vista protofeminista de Sor Juana. Schons explica que Sor Juana era "una música de no poca habilidad y de quien se dice que ha hecho algunas aportaciones importantes a la teoría de la música, aunque ha perdido su libro sobre el tema". Además de sus logros literarios e intelectuales le impresiona que fue "una gran pensadora independiente" dentro de ese "terrible instrumento de la fe" que era la inquisición. Poco después se publica un boletín editado por la Universidad de Texas en Austin titulado Some Bibliographical Notes on Sor Juana Inés de la Cruz. En 1926  publicó en Modern Philology otro artículo: “Some obscure points in the life of Sor Juana Inés de La Cruz” traducido en español en México con el título de “Algunos puntos obscuros en la vida de Sor Juana” otra aproximación a este artículo fue titulada “Nuevos datos para la biografía de Sor Juana”, publicada en Contemporáneos.
El 23 de agosto de 1928 realizó su primer viaje a México. El periódico Jueves de Excelsior en México DF en un artículo titulado Sor Juana Inés visitada por su rubia amiga Miss Schons relata su visita al Convento de San Jerónimo y menciona las publicaciones en Estados Unidos de Dorothy sobre Sor Juana.

### Reconocimientos
En los años veinte conoció al escritor mexicano Ermilio Abreu Gómez apasionado de Juana Inés de la Cruz, con quien le unió una gran amistad y con quien intercambiaban el resultado de sus investigaciones.
Abreu inicia su libro Sor Juana Inés de la Cruz, bibliografía y biblioteca señalando:

Los trabajos bibliográficos acerca de Sor Juana Inés de la Cruz no están terminados: los autores que se ocupan de ellos no se pueden señalar sino dos aportaciones serias, encaminadas a dar a conocer las fuentes de información y a esclarecer los problemas que ofrece la labor de la poetisa. Se deben a Pedro Henríquez Ureña y a Miss Dorothy Schons.

Tanto Abreu Gómez como Dorothy Schons fueron señalados por la iglesia como "liberales progresistas y críticos" con de las actitudes y presiones que por parte de la Iglesia de su tiempo sor Juana había sufrido. Dorothy fue llamada al orden por el ferviente defensor de la religión católica Alfonso Junco. Schons refuta el ataque de Junco en Carta abierta al señor Alfonso Junco (1934) y explicará en ella las dificultades que Sor Juana tuvo que confrontar ante la iglesia de su tiempo.
Por su parte Octavio Paz menciona a Schons en la genealogía de los investigadores de la obra de Juana Inés de la Cruz en Homenaje a Sor Juana Inés de la Cruz en su tercer centenario (1651-1695) con referencia a artículos publicados en 1926, 1929 y 1934. En SJIC o Las trampas de la fe señala:

Debemos a Dorothy Schons la primera tentativa por insertar la vida y la obra de sor Juana en la historia de la sociedad novohispana del siglo XVII. La erudita norteamericana trató de comprender el feminismo de
la poetisa como una reacción frente a la sociedad hispánica, su acentuada misoginia y su cerrado universo masculino.

En 1931 Henríquez Ureña reconoció su incansable labor: "La investigadora norteamericana Dorothy Schons ha agregado datos a la biografía de sor Juana y ha hecho una bibliografía de juicios y estudios sobre ella; sigue estudiándola..."

#### Sor Juana, Una Crónica del Viejo México
Dorothy Schons consideró a Juana Inés de la Cruz la iniciadora del movimiento feminista en América doscientos años antes que la sufragista estadounidense Susan B. Anthony. 
En el prefacio de la novela que escribió en los años 30 que nunca llegó a publicarse Sor Juana, A Chronicle of Old México (Sor Juana, Una Crónica del Viejo México) señaló:

Two hundred years before Susan B. Anthony  initiated the feminist movement  in this country, there appeared in the New World, a woman who was undoubtedly one of the earliest of America Feminist. Strange as it may seem, this woman was a Mexican nun, Sor Juana Inés de la Cruz. She was not only a feminist but a writer of greath charm and distinction, and one of the outslanding women of learning in the colonial world.
Doscientos años antes de que Susan B. Anthony iniciara el movimiento feminista en este país, apareció en el Nuevo Mundo una mujer que sin duda fue una de las primeras feministas de América. Por extraño que parezca, esta mujer era una monja mexicana, Sor Juana Inés de la Cruz. No solo era feminista, sino también una escritora de gran encanto y distinción, y una de las mujeres eruditas más destacadas del mundo colonial.

Schons escribe 329 páginas mecanografiadas con el título Sor Juana, A Chronicle olf Old México   donde presenta la recopilación de datos sobre la biografía de sor Juana Inés de la Cruz  además de un análisis sobre sus escritos y avatares de la vida colocando a la poetisa en el mundo histórico y conceptual de la época. Su manuscrito quedó en estado de revisión y la autora se ocupaba o se había ocupado en algún momento de reestructurarlo.
En el texto enfatiza aspectos en relación con el papel de la mujer en la vida personal de Sor Juana y de la Nueva España:  «Desde su más tierna infancia en Nepantla, -escribe Schons- no se había sentido satisfecha con el papel de la mujer. Cada impulso de su ser la había llevado a buscar escapar de las limitaciones de su sexo y su entorno. Se había fijado un objetivo de rol intelectual que la sacaría de la posición inferior ocupada por las mujeres de su tiempo.»
En la novela se menciona a otras mujeres de su mundo destacadas por la diferenciación de la norma: como la española Catalina de Erauso, conocida como la monja Alférez  o la mexicana Paula Benavides la viuda Calderón, al frente de una imprenta en el siglo XVII.

## Premios y reconocimientos
- El 8 de mayo de 1939 la Academia Mexicana le otorgó un diploma a nombre Dorothea Schons firmado por el entonces presidente Federico Gamboa.[2]
- En 1949 fue electa miembro correspondiente del Ateneo de Madrid.[2]

### In memoriam
En Austin la entrada del Jardín botánico Zilker en Austin está protegida por dos puertas de forja antigua que fueron ofrendadas In Memoriam de Dorothy Schons una donación de la fraternidad Xi Zeta Capítulo de Beta Sigma Phi.

### Obra de teatro
En 1998, con motivo del 350 aniversario del nacimiento de Juana Inés de Asbaje, el escritor y académico mexicano Guillermo Schmidhuber de la Mora publicó la obra de teatro "La secreta amistad de Juana y Dorotea" sobre la amistad imaginaria entre Juana y Dorotea realizando un paralelismo entre el asedio que sufrió la monja en los últimos años y las dificultades a las que se enfrentó la intelectual. En la introducción explica:
"Tanto Sor Juana como Dorothy Schons fueron mujeres pensantes que privilegiaron su intelecto sobre cualquier otra de sus facultades. La monja mexicana ha recibido ya carta de ciudadanía como poeta, dramaturga y mujer libertadora, mientras que la profesora norteamericana ha quedado relegada a sólo ser citada en estudios críticos especializados, sin que su aventura vital sea conocida".

## Legado
A pesar de ser una erudita pionera en sus investigaciones, su memoria desapareció bajo la sombra de Octavio Paz -quien publicó su investigación sobre Sor Juana Inés de la Cruz veinticinco años después que el primer texto de Schons- y los sorjuanistas del Siglo de Oro. Los documentos de Dorothy Schons de guarda en la Colección Latinoamericana Nettie Lee Benson de  la Universidad de Texas en Austin.
En sus archivos personales se incluyen una novela inédita sobre Sor Juana y cartas de intelectuales mexicanos como Ermilo Abreu Gómez, Julio Torri, Artemio de Valle Arizpe, Manuel Borja, José de Jesús Núñez y Domínguez o Gonzalo Obregón.
Entre el alumnado que formó Dorothy Schons se encuentra la sorjuanista Georgina Sabat-Rivers.

## Publicaciones
- “The First Feminist in the New World,” Equal Rights, official organ of the National Woman’s Party, 12, 38 (Oct. 31, 1925): 302.
- “Some Obscure Points on the Life of Sor Juana Inés de la Cruz,” Modern Philology 24, 2 (November 1926). Reimpreso en Feminist Perspectives on Sor Juana Inés de la Cruz, ed. Stephanie Merrim (Detroit: Wayne State University Press, 1991), 38–60.
- Apuntes y documentos nuevos para la biografía de Juan Ruiz de Alarcón y Mendoza (1929)
- Carta abierta al señor Alfonso Junco Austin TX (1934) México Imprenta Mundial
- Algunos parientes de Sor Juana (1934) México Imprenta Mundial
- Negro Poetry in the Americas (1942) Hispania, Vol 25
- Notes from spanish archives. Book One. (1946). Editorial: Edwards Brothers, Austin, TX, 1946. Inicialmente preparado en 1939 bajo el título Cuaderno Colonial for La Casa de Espana.